# Rinnerberg (Gemeinde Micheldorf)
Rinnerberg ist eine Ortslage im Traunviertel von Oberösterreich wie bis 2018 auch eine Ortschaft der Gemeinde Micheldorf in Oberösterreich im Bezirk Kirchdorf.

## Geographie
Der kleine Ort befindet sich 5½ Kilometer östlich von Kirchdorf an der Krems, 5½ km nordöstlich von Micheldorf, in den Bergen zum Steyrtal bei Grünburg. Er liegt abgelegen am oberen Rinnerbach (Rinnerbergerbach), einem Nebenbach der Steyr, auf um die 620 m ü. A. Höhe. Der Talabschnitt liegt zwischen Rinnerberg (878 m ü. A.) im Norden, Sonnkogel (822 m ü. A.) im Osten, Steinmühlen (1099 m ü. A.) im Süden und Hirschwaldstein (1095 m ü. A.) im Südwesten.
Der Ort besteht aus nur zwei Häusern, von denen nur eines eine Adresse hat. Er ist von Altpernstein und Leonstein–Hambaum her erreichbar. Bachabwärts liegt die Rinnerberger Klamm zwischen Rinner- und Sonnbergstock.
|                  | Hausmanning (O, Gem. Schlierbach u. Oberschlierbach) | Pernzell (O) Furth (beide Gem. Grünburg) |
| Altpernstein (O) | Kompassrose, die auf Nachbargemeinden zeigt          | Leonstein (O, Gem. Grünburg)             |
| ∗                |                                                      | Hambaum (Gem. Grünburg)                  |

∗ Ortslage Schwarzengraben heute nicht mehr dauerhaft bewohnt.

## Geschichte
Der Bach war hier von alters her die Grenze zwischen den Herrschaften Leonstein und Pernstein, entsprechend verlaufen heute die Gemeindegrenzen.
Noch im 18. Jahrhundert fanden sich hier neben dem heute noch adressierten Haus zwei Gehöfte, Rin[n]erberg (bestehendes Haus), und Rinderberger mit Mühle, dieser lag auf der anderen Bachseite auf Leonsteiner Gebiet, und ist abgekommen.